# Sapé
Sapé é um município brasileiro do estado da Paraíba. É a terra natal do poeta Augusto dos Anjos, que foi nomeado o paraibano do século pela TV Cabo Branco. É conhecida como a cidade do abacaxi, por ser um exportador do produto na região.
O nome do município foi dado ao lugar devido à abundância de sapé, espécie de capim. Sapé é palavra de língua tupi.

## Geografia
O território de Sapé equivale a 0,5555% da Paraíba, com 313,678 km², dos quais 7,6795 km² constituem área urbana. A distância rodoviária até a capital estadual, João Pessoa, é de 44 km.
O relevo local está inserido nos tabuleiros costeiros, com altitudes entre 75 e 150 metros. Predominam os solos bruno não cálcico e podzólico, ambos chamados de luvissolo no atual Sistema Brasileiro de Classificação de Solos (SBCS). A maior parte do território do município está inserida no bioma da Mata Atlântica (94%), estando uma pequena parte (6%) na Caatinga. O município abriga a Reserva Particular do Patrimônio Natural Fazenda Pacatuba, remanescente de 266,54 hectares de Mata Atlântica.
Na hidrografia, Sapé possui seu território nas bacias hidrográficas dos rios Miriri e Paraíba. Cortam o município os rios Miriri e Gurinhém, além de vários riachos menores. O principal reservatório é o Açude São Salvador, com capacidade para 12 657 520 m³. O clima, por sua vez, é tropical, típico do leste do Nordeste, influenciado pelas massas de ar úmidas oriundas do Oceano Atlântico. O índice pluviométrico anual é de cerca de 1 060 mm/ano, sendo que a maior parte desta chuva cai entre os meses de março e julho.
| Dados climatológicos para Sapé        | Dados climatológicos para Sapé | Dados climatológicos para Sapé | Dados climatológicos para Sapé | Dados climatológicos para Sapé | Dados climatológicos para Sapé | Dados climatológicos para Sapé | Dados climatológicos para Sapé | Dados climatológicos para Sapé | Dados climatológicos para Sapé | Dados climatológicos para Sapé | Dados climatológicos para Sapé | Dados climatológicos para Sapé | Dados climatológicos para Sapé |
| Mês                                   | Jan                            | Fev                            | Mar                            | Abr                            | Mai                            | Jun                            | Jul                            | Ago                            | Set                            | Out                            | Nov                            | Dez                            | Ano                            |
| ------------------------------------- | ------------------------------ | ------------------------------ | ------------------------------ | ------------------------------ | ------------------------------ | ------------------------------ | ------------------------------ | ------------------------------ | ------------------------------ | ------------------------------ | ------------------------------ | ------------------------------ | ------------------------------ |
| Chuva (mm)                            | 57,7                           | 76,5                           | 119,7                          | 139,8                          | 153,5                          | 189,7                          | 152,6                          | 75,1                           | 42,2                           | 17                             | 13,7                           | 26,8                           | 1 064,4                        |
| Fonte: Atlas Pluviométrico da Paraíba |                                |                                |                                |                                |                                |                                |                                |                                |                                |                                |                                |                                |                                |

## Economia
A agricultura predomina na economia municipal, destacando-se a produção de abacaxi e cana-de-açúcar, sendo produzido também em menor escala a mandioca, o feijão, inhame e a batata-doce, além de também existir em grande escala a avicultura de corte e de postura, criação de caprinos e bovinos; Além do mais há também a diversificação das lavouras alimentares apresentada pelos dados da produção agrícola municipal publicado pelo IBGE.
Destaca-se o consórcio de frutíferas (laranja, acerola, melancia, limão, cajá, araçá, caju-cultivo irrigado, Manga, Banana, Ciriguela, mamão, Mangaba, Graviola, Pinha, Pitanga, Goiaba, Coco; com o capim que é destinado a criação de animal.) além do amendoim e de produtos da horticultura. A mandioca (principal produto), o feijão e o milho são as principais lavouras produzidas nas áreas de assentamento e sítios vizinhos.
No setor financeiro, a cidade dispõe de quatro agências bancárias: Banco do Brasil, Bradesco, Banco do Nordeste e Caixa Econômica Federal; e mais uma lotérica cujo nome é uma homenagem ao filho ilustre de Sapé, Augusto dos Anjos.

## Educação
Sapé conta com escolas municipais e estaduais de bom porte e qualidade razoável, destacando-se a escola estadual Monsenhor Odilon Alves pedrosa (EEMOAP). Além de escolas particulares de bom nível como o Instituto Mon Serrat, GEO (antigo Albert Einstein),  entre as vinte melhores escolas do estado na avaliação do Enem. [carece de fontes?]